# 올렌 워커

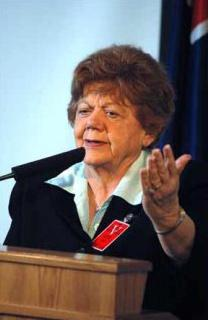
올렌 워커(2005년)

올렌 스미스 워커(Olene Smith Walke, 1930년 11월 15일 ~ )는 미국의 공화당계 정치인이다.
유타주에서 여러 직책을 맡았고 주지사가 되기 10년 전부터 부주지사를 지냈다. 조지 부시가 전 주지사인 마이크 레빗을 미국 환경 보호국 국장으로 지명한 후 레빗의 임기가 끝난 2005년 1월 3일까지 15대 유타 주지사를 지냈다. 유타 주지사에서 물러난 후의 부주지사로 게일 맥키치니를 임명했다. 또한 브리검영 대학교, 스탠퍼드 대학교, 유타 대학교에서 학사, 석사, 박사 학위를 받았고 마이런 워커와의 사이에서 7명의 자식과 25명의 손자, 손녀를 두고 있다.

## 역대 선거 결과
| 선거명      | 직책명                     | 대수 | 정당   | 득표율 | 득표수    | 결과 | 당락             |
| ----------- | -------------------------- | ---- | ------ | ------ | --------- | ---- | ---------------- |
| 1982년 선거 | 하원의원 (유타 제24선거구) | 45대 | 공화당 | 56.20% | 4,621표   | 1위  | 유타 주의원 당선 |
| 1984년 선거 | 하원의원 (유타 제24선거구) | 46대 | 공화당 | 53.22% | 5,128표   | 1위  | 유타 주의원 당선 |
| 1986년 선거 | 하원의원 (유타 제24선거구) | 47대 | 공화당 | 49.58% | 3,209표   | 1위  | 유타 주의원 당선 |
| 1988년 선거 | 하원의원 (유타 제24선거구) | 48대 | 공화당 | 47.16% | 4,328표   | 2위  | 낙선             |
| 1992년 선거 | 유타 부지사                | 4대  | 공화당 | 42.19% | 321,713표 | 1위  | 유타 부지사 당선 |
| 1996년 선거 | 유타 부지사                | 4대  | 공화당 | 74.97% | 503,693표 | 1위  | 유타 부지사 당선 |
| 2000년 선거 | 유타 부지사                | 4대  | 공화당 | 55.77% | 424,837표 | 1위  | 유타 부지사 당선 |